# 三平男
三平男（三平くん），是日本女性的一種擇偶條件。「三平」指「平均的年收入、平凡的相貌、平穩的性格」。
過去日本女性憧憬的結婚對象條件多為「三高男」，但隨著時代變遷，觀念逐漸變化，2008年金融海嘯之後，「三平男」的擇偶觀開始流行；2011年東日本大地震之後更是成為潮流，大地震觸動了眾多女性的孤獨感和不安感，希望有人能在自己身邊，放低標準也不在乎。2012年《鬧鐘新聞》的調查顯示，有66%的女性表示相比起「三高男」更青睞「三平男」。

## 標準
- 平均的年收入：大多數年輕女性認為結婚對象年收入在300萬至500萬日圓即可；
- 平凡的相貌：外貌平凡，一般就不會有異心；女性會更有安全感；
- 平穩的性格：丈夫的性格平穩，是美滿家庭的必要條件，日本傳統男權觀念太嚴重，新生代女性更希望有個體貼的丈夫。[1]